# فيديريكو غاستون فرنانديز
فيديريكو غاستون فرنانديز (بالإسبانية: Federico Gastón Fernández) مواليد 17 أكتوبر 1989 في بوينس آيرس، هو لاعب كرة يد أرجنتيني يلعب كجناح أيسر. مثل منتخب الأرجنتين لكرة اليد. شارك في دورة الألعاب الأولمبية الصيفية سنة 2012. حقق المركز الأول في دورة الألعاب الأمريكية 2011.

## سجل المنافسة
شارك في البطولات التالية:
- بطولة العالم لكرة اليد للرجال 2015
- الألعاب الأولمبية الصيفية 2012
- الألعاب الأولمبية الصيفية 2016

## الميداليات
| الميدالية | المسابقة                    |
| --------- | --------------------------- |
| ذهبية     | دورة الألعاب الأمريكية 2011 |
| فضية      | دورة الألعاب الأمريكية 2015 |

## روابط خارجية
- فيديريكو غاستون فرنانديز على موقع الاتحاد الدولي لكرة اليد (الإنجليزية)
- فيديريكو غاستون فرنانديز على موقع اللجنة الأولمبية الدولية (الإنجليزية)
- فيديريكو غاستون فرنانديز على موقع أوليمبيديا (الإنجليزية)
- فيديريكو غاستون فرنانديز على موقع اللجنة الأولمبية الأرجنتينية (الإسبانية)